# Клівленд (Іллінойс)
Клівленд (англ. Cleveland) — селище (англ. village) в США, в окрузі Генрі штату Іллінойс. Населення — 163 особи (2020).

## Географія
Клівленд розташований за координатами 41°30′7″ пн. ш. 90°19′0″ зх. д. / 41.50194° пн. ш. 90.31667° зх. д. (41.501998, -90.316767).  За даними Бюро перепису населення США в 2010 році селище мало площу 0,94 км², з яких 0,93 км² — суходіл та 0,02 км² — водойми.

## Демографія
Згідно з переписом 2010 року, у селищі мешкало 188 осіб у 70 домогосподарствах у складі 56 родин. Густота населення становила 199 осіб/км².  Було 74 помешкання (78/км²).
Расовий склад населення:
| - 94,1 % — білих - 1,1 % — вихідців з тихоокеанських островів - 0,5 % — чорних або афроамериканців - 1,1 % — осіб інших рас |

До двох чи більше рас належало 3,2 %. Частка іспаномовних становила 4,8 % від усіх жителів.
За віковим діапазоном населення розподілялося таким чином: 26,1 % — особи молодші 18 років, 60,6 % — особи у віці 18—64 років, 13,3 % — особи у віці 65 років та старші. Медіана віку мешканця становила 40,5 року. На 100 осіб жіночої статі у селищі припадало 102,2 чоловіків;  на 100 жінок у віці від 18 років та старших — 104,4 чоловіків також старших 18 років.
Середній дохід на одне домашнє господарство  становив 58 769 доларів США (медіана — 46 875), а середній дохід на одну сім'ю — 74 346 доларів (медіана — 77 917). Медіана доходів становила 57 500 доларів для чоловіків та 31 250 доларів для жінок. За межею бідності перебувало 17,7 % осіб, у тому числі 41,5 % дітей у віці до 18 років та 0,0 % осіб у віці 65 років та старших.
Цивільне працевлаштоване населення становило 82 особи. Основні галузі зайнятості: освіта, охорона здоров'я та соціальна допомога — 14,6 %, фінанси, страхування та нерухомість — 13,4 %, транспорт — 12,2 %, виробництво — 12,2 %.